# 일산 나들목
일산 나들목(Ilsan IC)은 경기도 고양시 덕양구 내곡동에 설치된 수도권제1순환고속도로의 18번 교차로이자 수도권제1순환고속도로 서울고속도로 민자구간의 종점이다. 나들목 진출입로는 일산동구 백석동과 접하고 있다. 일산신도시를 통과하는 중앙로와 입체교차로를 이루고 있으며, 이를 이용하여 일산신도시나 화정동, 행신동 방향으로 이동할 수 있다. 건설 당시에는 지도 나들목이라는 가칭으로 불렸다.

## 연혁
- 1997년 10월 24일 : 나들목 신설을 위해 고양시 도시계획시설 교통광장에 지도 나들목을 고시[1]
- 2001년 9월 11일 : 서울외곽순환고속도로 신평 ~ 일산 내선 구간 개통에 따라 영업 개시[2]
- 2001년 9월 27일 : 서울외곽순환고속도로 신평 ~ 일산 외선 구간 개통에 따라 영업 개시
- 2006년 6월 30일 : 송추 나들목 방향 개통

## 구조물 정보
- 위치: 경기도 고양시 덕양구 내곡동

## 접속하는 도로
- 중앙로

## 교통량 정보
아래 정보는 월간 교통량을 일간 교통량으로 환산한 것이다.
| 구간        | 통행량 (대/일) | 통행량 (대/일) | 통행량 (대/일) | 통행량 (대/일) | 통행량 (대/일) | 통행량 (대/일) | 통행량 (대/일) | 통행량 (대/일) | 통행량 (대/일) | 통행량 (대/일) | 통행량 (대/일) | 통행량 (대/일) | 통행량 (대/일) | 통행량 (대/일) | 각주  |
| 구간        | 2001년         | 2002년         | 2003년         | 2004년         | 2005년         | 2006년         | 2007년         | 2008년         | 2009년         | 2010년         | 2011년         | 2012년         | 2013년         | 2014년         | 각주  |
| ----------- | -------------- | -------------- | -------------- | -------------- | -------------- | -------------- | -------------- | -------------- | -------------- | -------------- | -------------- | -------------- | -------------- | -------------- | ----- |
| 고양 → 일산 | 미개통         | 미개통         | 미개통         | 미개통         | 미개통         | 17,141         | 24,701         | 35,388         | 43,099         | 47,170         | 48,050         | 50,803         | 53,572         | 57,004         | [ 3 ] |
| 일산 → 고양 | 미개통         | 미개통         | 미개통         | 미개통         | 미개통         | 20,154         | 27,363         | 38,387         | 46,541         | 50,951         | 50,843         | 53,127         | 55,572         | 59,227         | [ 3 ] |